# Prefectura apostólica de Schleswig-Holstein
La prefectura apostólica de Schleswig-Holstein (en latín: Praefectura Apostolica de Schleswig-Holstein y en alemán: Apostolische Präfektur Schleswig-Holstein) fue una circunscripción eclesiástica de la Iglesia católica en Alemania. Se trataba de una prefectura apostólica latina, inmediatamente sujeta a la Santa Sede. Fue suprimida el 13 de agosto de 1930.

## Territorio y organización
La prefectura apostólica extendía su jurisdicción sobre los fieles católicos de rito latino residentes inicialmente en la provincia prusiana de Schleswig-Holstein. En 1921 perdió Jutlandia Meridional, que hoy es parte de la diócesis de Copenhague. Desde el 24 de octubre de 1994 el territorio alemán forma parte de la arquidiócesis de Hamburgo.
En 1909 en la prefectura apostólica existían 11 parroquias.

## Historia
Como resultado de la incorporación del antiguo Schleswig-Holstein danés al Reino de Prusia el 29 de julio de 1868 la prefectura apostólica fue erigida el 7 de agosto de 1868, tomando su territorio del vicariato apostólico de las Misiones del Norte, al que pertenecían desde 1667 todos los católicos en Escandinavia y el norte de Alemania. El 17 de agosto del año siguiente, la prefectura apostólica fue confiada a los vicarios apostólicos de las Misiones del Norte.
El 22 de octubre de 1921 cedió Jutlandia Meridional, la porción de territorio que había sido incluida en el Reino de Dinamarca con los plebiscitos de Schleswig de 1920, al vicariato apostólico de Dinamarca (hoy diócesis de Copenhague).
El 13 de agosto de 1930 la prefectura apostólica, que siempre había sido administrada por los obispos de Osnabrück, fue definitivamente suprimida mediante la bula Pastoralis officii del papa Pío XI. Su territorio fue incorporado a la misma diócesis de Osnabrück.

## Estadísticas
En 1909 los católicos residentes en la prefectura apostólica eran aproximadamente 35 900, distribuidos en 11 parroquias y 31 estaciones de misión. Había aproximadamente 34 sacerdotes y 7 comunidades religiosas femeninas.

## Episcopologio
- Kaspar Anton Kohues † (9 de julio de 1869[2]-1882)
- Johann Bernard Höting † (10 de febrero de 1882-21 de octubre de 1898 falleció)
- Heinrich Hubert Aloysius Voß † (30 de agosto de 1899-3 de marzo de 1914 falleció)
- Hermann Wilhelm Berning † (14 de julio de 1914-1930 renunció)